# مهرجان بغداد الدولي للزهور
مهرجان بغداد الدولي للزهور هو مهرجان دولي سنوي تقيمه أمانة بغداد في شهر نيسان/أبريل من كل عام ابتداءً من عام 2009، لعرض أنواع من الزهور من مختلف بلدان العالم حيث تشارك فيه الكثير من البلدان العربية والعالمية ودوائر البلدية والدوائر الزراعية العراقية، ويقام هذا المهرجان في متنزه حديقة الزوراء في بغداد، وقد تم اختيار اليوم الخامس عشر من نيسان لافتتاح المهرجان لانه اليوم الذي كان فيه السومريون والبابليون يحتفلون به لبدء فصل الربيع.